# Ernandes Amorim
Ernandes Santos Amorim (Itagibá, 22 de outubro de 1946) é um bacharel em Educação Física brasileiro natural da Bahia e com atuação política em Rondônia.

## Biografia
Filho de Francisco Pereira Amorim e Lindaura Rodrigues dos Santos. Em Salvador graduou-se em Educação Física pela Universidade Católica de Salvador. Após migrar para Rondônia optou pela vida política e filiou-se ao PMDB sendo eleito suplente de deputado estadual em 1982 e deputado estadual em 1986. Mudou para o PDT sendo eleito prefeito de Ariquemes em 1988 e senador em 1994, o que não impediu sua mudança para o PPB anos mais tarde embora tenha perdido as eleições para governador em 1998. Recuperou-se no ano 2000 ao retornar à prefeitura de Ariquemes sendo eleito presidente da Associação dos Municípios de Rondônia. Seu mandato, porém, foi abreviado graças à sua decisão de renunciar e disputar o governo do estado pelo PRTB em 2002 quando colheu nova derrota. Em 2006 foi eleito deputado federal pelo PTB.
Pertence a uma familia de políticos, sendo genitor de Daniela Amorim, ex-prefeita de Ariquemes, e Ernan Amorim, prefeito de Cujubim. 